# Cantó de Viry-Châtillon
El cantó de Viry-Châtillon és un cantó francès del departament d'Essonne, situat al districte d'Évry. Des del 2015 té 2 municipis i el cap és Viry-Châtillon.

## Municipis
- Grigny
- Viry-Châtillon

## Història
| Data d'elecció                           | Identitat       | Partit                    | Qualitat |
| ---------------------------------------- | --------------- | ------------------------- | -------- |
| 1967-1982                                | Henri Longuet   | CD, després divers droite |          |
| 1982-2001                                | Jacques Chastel | UDF                       |          |
| 2001-2008                                | Gabriel Amard   | PS                        |          |
| 2008-                                    | Paul Da Silva   | PS, després PG            |          |
| les dades anteriors no són pas conegudes |                 |                           |          |
|                                          |                 |                           |          |

## Demografia
| A partir de 1990: Població sense dobles comptes |